# Follo Fotball
Follo Fotballklubb ist ein norwegischer Fußballverein aus Ski. Der Verein wurde im Jahre 2000 gegründet und trägt seine Heimspiele im Ski-Stadion in Ski aus. Follo Fotball spielt in der Norsk-Tipping-Liga 1, der vierthöchsten Spielklasse Norwegens.

## Geschichte
Follo Fotballklubb wurde im Jahre 2000 gegründet. Der neu entstandene Verein war ein Zusammenschluss von sechs lokalen Mannschaften, und zwar Ås IL, Oppegård IL, Langhus IL, Ski IL, Nordby IL und Vestby IL.
Zum ersten Mal machte der noch junge Verein im Jahre 2006 auf sich aufmerksam, als man im norwegischen Pokal bis ins Viertelfinale kam und erst dort am späteren Finalisten Sandefjord Fotball scheiterte. Auf dem Weg ins Viertelfinale besiegte das Team unter anderem den Erstligisten Molde FK. Vier Jahre danach, 2010, sorgte Follo Fotball erneut für Furore im Pokal. Nach Siegen über Lillestrøm SK, FK Tønsberg, Sogndal Fotball und Rekordmeister Rosenborg Trondheim erreichte der Verein im Endspiel um den norwegischen Pokal, wo man auf Strømsgodset IF traf. Im Falle des Pokalsiegs wäre Follo Fotball als erstem norwegischen Zweitligisten die  Qualifikation für die UEFA Europa League gelungen. Follo verlor das Finale jedoch mit 0:2.
Im Ligabetrieb spielt Follo Fotball bisher fünf Saisons in der zweithöchste Liga, letzte Mal 2013.

## Erfolge der Fußballmannschaft

### Pokal
- Pokalfinale
  - 2010

### Liga
- 11. Platz in Adeccoligaen - der zweithöchsten Spielklasse
  - 2005

## Spieler
- Kjetil Nilsen (2003–2008)
- Johan Nås (2006, 2007–2008)
- Alexander Rosen (2006–2007)
- Bonaventure Maruti (2006–2010)

## Platzierungen
| Saison | Liga                 | Platz | sonstiges              |
| ------ | -------------------- | ----- | ---------------------- |
| 2001   | 3. Division 2        | 1     |                        |
| 2002   | 2. Division 1        | 3     |                        |
| 2003   | 2. Division 1        | 11    |                        |
| 2004   | 2. Division 2        | 1     |                        |
| 2005   | Adeccoliga           | 11    |                        |
| 2006   | Adeccoliga           | 15    |                        |
| 2007   | 2. Division 4        | 5     |                        |
| 2008   | 2. Division 1        | 6     |                        |
| 2009   | Fair-Play-Liga 2     | 1     |                        |
| 2010   | Adeccoliga           | 12    | keine Lizenz beantragt |
| 2011   | Fair-Play-Liga 2     | 10    |                        |
| 2012   | Oddsenliga 4         | 1     |                        |
| 2013   | Adeccoliga           | 15    |                        |
| 2014   | Oddsenliga 4         | 1     |                        |
| 2015   | OBOS-Liga            | 13    |                        |
| 2016   | PostNord-Liga 1      | 5     |                        |
| 2017   | PostNord-Liga 1      | 14    |                        |
| 2018   | Norsk-Tipping-Liga 1 | 6     |                        |
| 2019   | Norsk-Tipping-Liga 2 | 3     |                        |
| 2020   | Norsk-Tipping-Liga 2 |       |                        |

| Spielklasse |
| ----------- |
| 1.          |
| 2.          |
| 3.          |
| 4.          |
| 5.          |
| 6.          |